# Generaalkapitanaat
Een Generaalkapitanaat is een gebied in het Spaanse Rijk dat bestuurd werd door een kapitein-generaal. In het Portugese Rijk wordt de term Kapiteinschap gebruikt.

## Generaalkapitanaten van het Spaanse rijk
- Generaalkapitanaat Santo Domingo (1535-1792, 1809-1821, 1861-1865)
- Generaalkapitanaat Chili (1541-1818)
- Generaalkapitanaat Guatemala (1542-1821)
- Generaalkapitanaat Yucatán (1565-1821)
- Generaalkapitanaat Filipijnen (1565-1898)
- Generaalkapitanaat Puerto Rico (1582-1898)
- Generaalkapitanaat Cuba (1777-1898)
- Generaalkapitanaat Venezuela (1777-1823)